# バズ・ライトイヤー 夏の大作戦
バズ・ライトイヤー 夏の大作戦（Buzz Lightyear's Big Mission）は2004年6月14日から同年8月31日にかけて東京ディズニーランドで開催されたスペシャルイベントおよびイベントで行われたメインショーの名称である。
2004年はアトラクション「バズ・ライトイヤーのアストロブラスター」がオープンした年でもある。

## メインショーの内容
バズからのアナウンスの後、ゲストも参加するスペースレンジャーの養成キャンプが開催。MC（本イベントでは「トレーナー」と呼称。以下、本項ではトレーナーと記述する）のキャストを中心にどんどんキャンプのレッスンは進んで行く。しかし、途中でトレーナーが「ザーグダンス」を開始し、同時にザーグも乱入。実はトレーナーはザーグの手下の「レッドダークダイヤ」で、キャンプを乗っ取るためにスペースレンジャーたちを騙していたのだ。ザーグは「わるもの電波」でキャンプに参加していた人を操ろうとする。ドナルドたちディズニーの仲間も次第にザーグダンスを踊りだし、ザーグの仲間へと化してしまう。
そこにザーグダンスを運良く逃れ、バズへの救助信号を送っていたミッキーが養成キャンプを台無しにされて怒りに燃えるバズとリトルグリーンメンを連れて再登場。「わるもの電波」は水に弱いということで、参加しているゲストめがけて放水を開始。大量の水を使ってザーグを撃退していく。最後のザーグを倒すために、自らもずぶ濡れになるのを厭わぬ覚悟でバズは突撃を行った。
ウォータープルーフであったバズは無事で、ショーは幕を降ろすかに思われたが、ザーグのほうも防水（または速乾性など。レッドダークダイヤのアドリブの台詞のため、ショーでの表現には揺れがある）だったので復活。非常事態を知ったバズたちは一人でザーグダンスを行うレッドダークダイヤにとどめを刺すべく大量の水をぶちまける。

## キャスト
- バズ・ライトイヤー（声：稲葉実）
- リトル・グリーン・メン（声：落合弘治、桜井敏治、多田野曜平）
- ザーグ（声：玄田哲章）
- ウッディ（声：辻谷耕史）
- ジェシー（声：日下由美）
- ミッキーマウス（声：青柳隆志）
- ミニーマウス（声：水谷優子）
- ドナルドダック（声：山寺宏一）
- デイジーダック（声：土井美加）
- グーフィー（声：島香裕）
- プルート
- チップとデール（声：滝沢ロコ、稲葉実）
- ヒューイ・デューイ・ルーイ（声：坂本千夏）

## 公演情報
ショーの公演情報および鑑賞方法は以下の通り。
- 公演回数：1日2～3回
- 公演時間：約35分
- 公演場所：パレードルートおよびキャッスルフォアコート
- 出演者数：約80人

メインショーはキャッスルフォアコートの中央鑑賞エリア。キャラクターが乗るフロートおよび各出演者はファンタジーランドを通ってキャッスルフォアコートまで来る。あとから登場するバズ・ライトイヤーはファンタジーランドからウエスタンランドで3回停止をする。
中央鑑賞エリアは抽選による入場整理券が必要。

## ガイドツアー
イベント限定のガイドツアー『レッツ・エンジョイ・スペシャルイベント』を実施。ショーのガイドツアー専用席での鑑賞、アトラクション『バズ・ライトイヤーのアストロブラスター』体験、食事の提供がある。記念品としてレインポンチョが貰える。

## デコレーション
プラザおよびプラザテラスの5か所にフォトロケーションが設置。

## CD
本ショーの音源を収録したCDは、当初一般発売予定であったが一般販売は中止された。2004年6月20日にパーク内限定発売された。
2009年2月18日に発売された「東京ディズニーリゾート ドリームス・オブ・25th 〜フォーエバー」に上記CDと同等の音源が収録されている。